# サバドル!
『サバドル!』は、2005年4月から同年9月まで、テレビ東京で放送されたバラエティ番組である。放送時間は、毎週水曜27:15 ‐27:45（JST）。

## 番組概要
明日のスターを夢見る新人グラビアアイドルたちが、ステージごとに脱落者が出るサバイバルマッチに挑戦する。

## 出演
- 大仁田厚
- かわい瞳
- りゅうじ
- 魚へん
- 南つかさ

## スタッフ
- カメラ：飛松賢一郎
- 音声：谷口貴三男
- EED：鈴木建介
- MA：佐々木美郷
- 音効：高島慎太郎
- AP：南里始
- 技術協力：コスモ・スペース、ザ・チューブ
- ディレクター：中田貴、渡部共光、佐藤恭也、トンガリ水野、神谷竜仁
- プロデューサー：小川謙治（スーパープロデュース）
- 製作著作：アーリークロス、スーパープロデュース

| スタブアイコン | サブスタブ | この項目は、まだ閲覧者の調べものの参照としては役立たない、テレビ番組に関連した書きかけの項目です。この項目を加筆・訂正などしてくださる協力者を求めています（P:テレビ/PJ:放送または配信の番組）。 |